# 가타멜라타

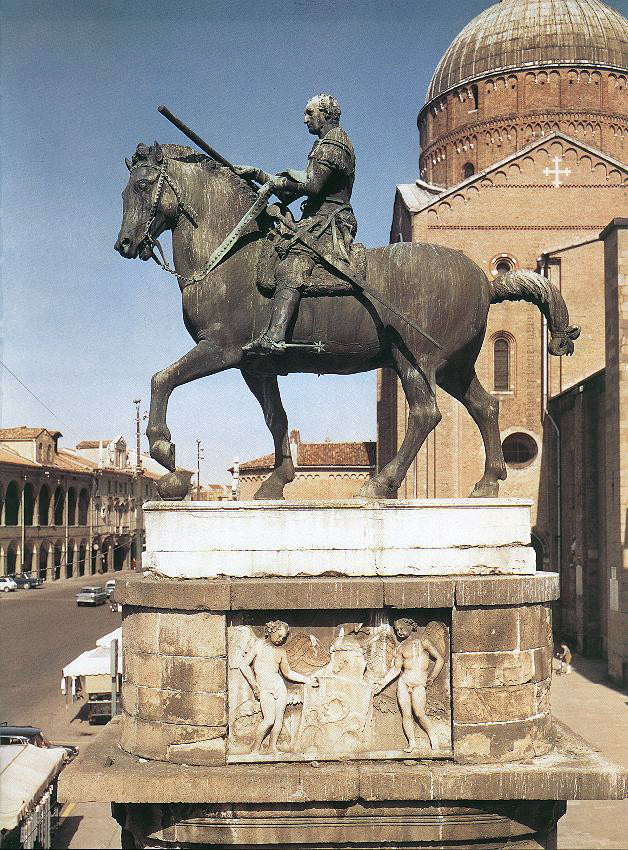
도나텔로의 가타멜라타 기마상.

"가타멜라타"(Gattamelata, "얼룩 고양이")로 더 잘알려진 에라스모 다 나르니(Erasmo da Narni, 1370년 – 1443년 1월 16일)는 이탈리아 르네상스 시기 동안에 가장 유명한 콘도티에로 또는 용병 중 한 명이다. 그는 나르니에서 출생했고, 이탈리아 도시 국가들 밑에서 몇 차례 근무했다.: 브라초 다 몬토네와 함께 콘토티에로로서 시작하였으며, 교황과 피렌체에서 일했고, 1434년에는 밀라노의 비스콘티에 맞서 전투에 참여하는등 베네치아에서도 근무했다.
그는 1437년에 포데스타였던 파도바의 주 광장에 있는 도나텔로의 청동 기마상의 대상이기도 하다.
나르니에 있는 가타멜라타가 태어난 농가에는 "Narnia me genuit Gattamelata fui Gattamelata"(나는 나르니에서 태어났고, 나는 가타멜라타였다)라는 명판이 놓여있다.